# Canvas+
Canvas+ was een digitaal televisieaanbod van de VRT dat complementair was aan de moederzender Canvas.

## Geschiedenis
Sinds zijn lancering op 4 februari 2008 zond Canvas+ af en toe een programma uit. Deze programma's werden aangekondigd op Canvas met de melding dat de kijker op de rode knop kon duwen om naar Canvas+ te kijken. Diverse evenementen, waaronder BruStuPuntUit, werden er op uitgezonden.
Op 29 september 2008 begon Canvas+ dagelijkse avonduitzendingen te verzorgen. In 2010 zond Canvas+ nog enkele avonden per week uit. Het ging om live sport, herhalingen van cultuurprogramma's en programma's uit het archief die aansluiten bij een actuele gebeurtenis. Deze uitzendingen startten in principe na Terzake.
Op 1 mei 2012 stopte Canvas+ met uitzenden, samen met Eén+ en Ketnet+, als gevolg van het volledig vrijkomen van het tweede VRT-net voor Canvas. Ketnet kreeg vanaf die dag een eigen kanaal. Na het stopzetten van uitzendingen van OP12 op het derde kanaal eind 2014, werd de vrijgekomen tijd weer beschikbaar voor speciale uitzendingen onder de noemers Eén+ en Canvas+. Later werden die uitzendingen onder de noemer van de hoofdzender uitgezonden, zonder +.

## Bereikbaarheid
Oorspronkelijk was Canvas+ te bekijken via Belgacom TV en Telenet Digital TV, maar niet via het gratis alternatief DVB-T. Dit lokte negatieve reacties uit, aangezien de openbare omroep zijn programma's aan een zo breed mogelijk publiek moet aanbieden. Sinds de uitschakeling van het analoge ethersignaal op 3 november 2008 zendt de VRT Ketnet+/Canvas+ uit via DVB-T.

## Kijkcijfers
Uit cijfers die in december 2008 gepubliceerd werden, bleek dat in de beginmaanden van Canvas+ 141.000 mensen voor meer dan een kwartier bleven kijken.
Geschiedenis van de Vlaamse televisie